# راشيل ماكدويل
راشيل ماكدويل (بالإنجليزية: Rachel McDowall)‏ هي ممثلة بريطانية، ولدت في 4 أكتوبر 1984 بإنجلترا في المملكة المتحدة.

## أعمال

### أفلام
- (2008) كم من العزاء[4]
- (2008) ماما ميا![5][6][7][8]

## وصلات خارجية
- راشيل ماكدويل على موقع IMDb (الإنجليزية)
- راشيل ماكدويل على موقع ميوزك برينز (الإنجليزية)
- راشيل ماكدويل على موقع قاعدة بيانات الأفلام السويدية (السويدية)
- راشيل ماكدويل على موقع ديسكوغز (الإنجليزية)
- راشيل ماكدويل على موقع قاعدة بيانات الفيلم (الإنجليزية)
- راشيل ماكدويل على موقع كينوبويسك (الروسية)